# اکجوجت
اکجوجت (به عربی: أکجوجت) یک منطقهٔ مسکونی در موریتانی است که در Inchiri واقع شده‌است.